# 死侍
死侍，本名韋德·溫斯頓·威爾森，是一名由漫威漫畫創造的虛構人物，死侍首次登場于《新變種人》#98（1991年2月出版）。最初死侍被設定成一名超級反派角色；但當他由《新變種人》轉移到《X特工》系列上之後，他逐漸變成一位更受讀者關注的反英雄。死侍是一名已經毀容并因此深受困擾的僱傭兵及刺客，他擁有強大的自癒能力和超人的身體素質。由於他不斷開玩笑的風格，特別是他擅長打破第四面墙以製造幽默或發揮噱頭的傾向，使他獲得了一個“嘴炮傭兵（Merc with a Mouth）”的綽號。
死侍的受歡迎程度也表現他出現在其他媒體上。在2004年的《機堡與死侍》系列漫畫書里，死侍將自己的傷痕稱之為“萊恩·雷諾斯與沙皮狗的交叉”。 萊恩·雷諾斯最終在《X戰警電影系列》中飾演死侍。2019年3月20日，華特迪士尼公司通過二十世紀福斯的併購案，X戰警與驚奇四超人等版權回歸。但唯獨死侍確認不重啟、不重新選角，由萊恩·雷諾斯飾演的死侍將回歸並加入漫威電影宇宙。

## 出版歷史

### 1990年代
死侍由畫家兼作家羅布·利菲爾德和作家法比安·尼謝薩共同創作，他首次登場于1991年2月出版的《新變種人》#98的封面。 根據法比安·尼謝薩的說法，羅布·利菲爾德構思了死侍的視覺形象和名字，而他則負責設計了角色的說話風格。 羅布·利菲爾德是《少年泰坦》的粉絲，他向當時的作家法比安·尼謝薩展示了他所繪製的新角色形象。在看到這個角色的服飾并關注到他的主要特征（具有超級靈活性的殺手）之後，尼謝薩聯繫了利菲爾德，說“這是來自‘少年泰坦’的‘喪鐘’”。尼謝薩所賦予死侍的真名“韋德·威爾遜”是一個與喪鐘真名“斯萊德·威爾遜”相關的圈內笑話。

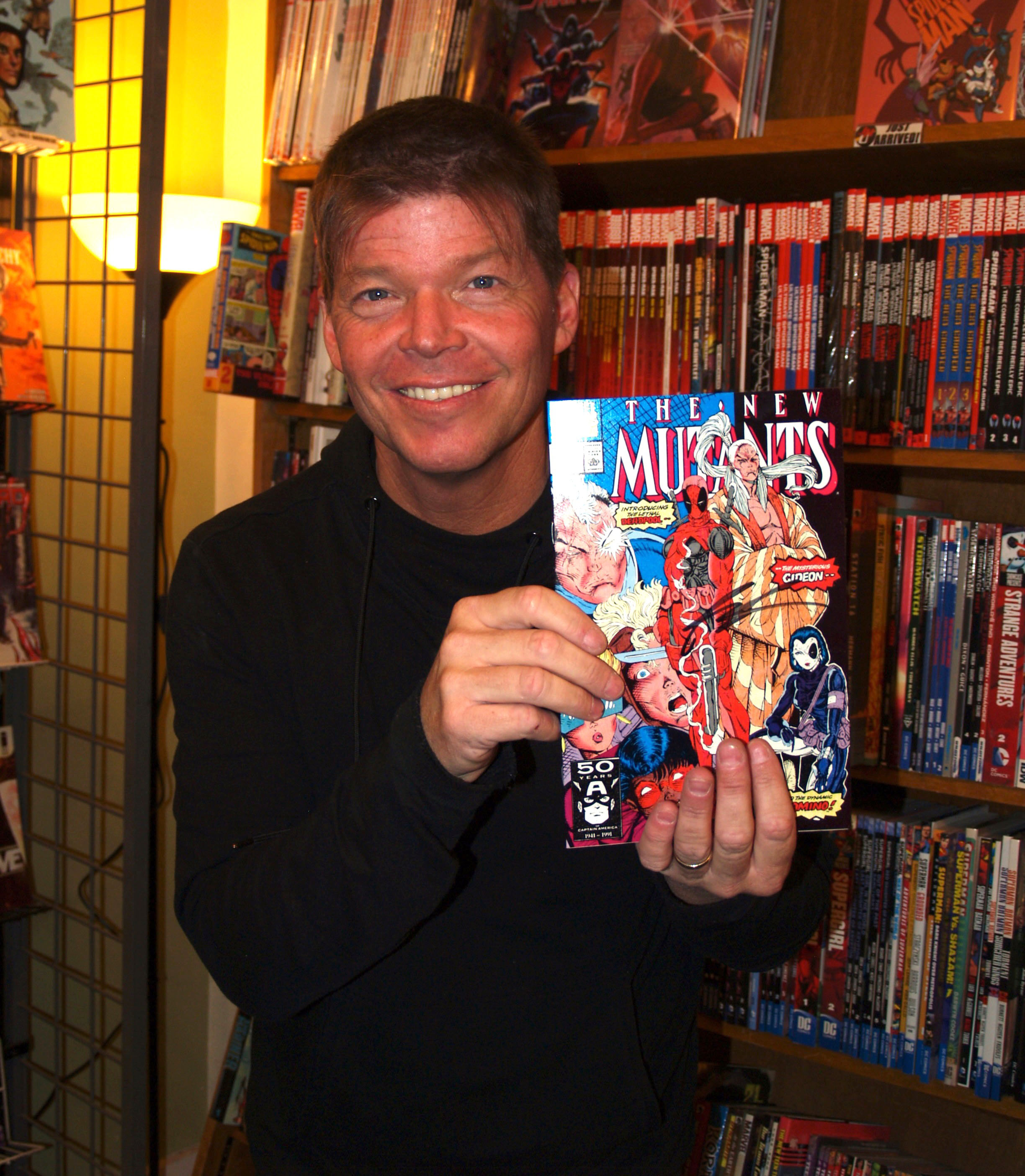
在電影《惡棍英雄：死侍》上映前，死侍的共同創作者羅布·利菲爾德在曼哈頓的JHU漫畫店手持一本第98期《新變種人》的雜誌。該期雜誌的封面是死侍首次亮相的地方。

其他有關死侍的靈感則是來自蜘蛛人和金鋼狼。羅布·利菲爾德說：“蜘蛛人和金鋼狼是任何時候都在我的心中糾結的兩個角色。我沒有這些，也沒有那些。因此我不得不自己做蜘蛛人和金剛狼，這就是為什麼有了死侍和機堡。他們就是我的蜘蛛人和金鋼狼”。 死侍和機堡的故事已經確定將與金鋼狼的歷史聯繫到一起，正如利菲爾德所說的那樣，“金鋼狼是我的摯愛。如果可以將我的任何東西與他聯繫到一起的話，那就是我贏了。”而在X戰警之前，利菲爾德最喜歡的漫畫作品是復仇者聯盟系列，這其中包括美國隊長的圓盾、雷神索爾的雷神之鎚和鷹眼的弓箭等武器，因此他也決定給死侍一些武器。
死侍首次登場的時候正是托利弗先生僱傭他去攻擊機堡和新變種人。在隨後的《X特攻隊》中，死侍成為一個經常出現的角色。同時，死侍也開始在諸如《復仇者聯盟 》、《夜魔俠》和《僱傭英雄》等漫威漫畫作品中登場。1993年，死侍獲得了屬於自己的迷你漫畫出版系列，名為《繞圈追捕（The Circle Chase）》。該迷你系列由法比安·尼謝薩擔任編劇，而由乔·马雷拉出任線稿師。這部作品獲得了相對的成功，因此很快有關死侍的第二個迷你系列也被列上出版計劃，而這個系列將以死侍的名字命名。這部名為《死侍》的迷你系列在1994年出版，由馬克·韋德擔任編劇，伊恩·丘吉爾擔任線稿師，並由傑森·鐵木真·米勒和布德·拉羅斯（Bud LaRosa）擔任墨筆師。馬克·韋德事後評論道：“坦率地說，如果我知道在我同意編寫迷你系列之後會導致死侍如此瘋狂地受歡迎，我就不會那麼做了。那些沒有為自己罪行買單的人對我來說是個問題”。
1997年，死侍獲得了他的第一個專屬連載系列。該系列最初由喬·凱利負責撰寫劇本，而由當時還是新人的埃德·麥吉尼斯充任畫師。《死侍》成為一部包羅萬象的動作喜劇和反英雄重口劇。同時該係列也牢牢確立了它的主要配角，這包括死侍的囚犯兼心靈母親盲婦愛兒，以及他最好的朋友黃鼠狼。這部連載系列由於其非正統性主角以及流行文化鬧劇與社會焦慮的平衡而使得該角色越來越受歡迎，同時死侍這個角色也變得不那麼反派，但是他的道德觀還是屬於比較含糊不清的那種。作家喬·凱利指出，“正是因為有了死侍，我們才可以做任何我們想做的事情，因為大家每5秒鐘就想取消這本書，所以沒有人會注意到。因此我們可以逃脫”。據報道，就是喬·凱利為死侍設計了其常常“打破第四面墻”的噱頭。
該系列後來由克里斯托弗·普利斯特接手，他指出，喬·凱利筆下的死侍系列“對於我這樣的新讀者有點複雜，甚至有點敵視”；而到第37期，他意識到“讓死侍看起來有點愚蠢也是可以的”。此時，凱利可能已經推出由死侍打破第四面墻的噱頭，但是克里斯托弗·普利斯特卻認為“應該歸功於角色的個性以及這是世界觀的重要組成部分”。但在第45期后僅僅一年，克里斯托弗·普利斯特便不再負責該系列。

## 人物
韋德·溫斯頓·威爾森（Wade Winston Wilson）年幼丧父，母親變得自暴自棄，他之後亦離家出走另尋他途。然而在他的回憶中有兩個母親和三個父親，但不管是哪一個版本，最後都死了。後來他的神盾局幹員朋友普利·史東跟史考特在某個事件中發現他在青少年時期被一個叫做巴特勒的反派控制了他的心靈，然後殺死他的家庭，然而死侍本人目前並不知情。
長大後的韋德加入加拿大特種作戰部隊司令部並成為了一名僱傭兵，他在一次任務中被派遣殺死一位名叫韋德·T·威爾森的人，這才讓韋德想起自己真正的名字。
身為X戰警中最暴力的角色之一，死侍為了治療癌症而在早期接受「X武器」的實驗，把來自金鋼狼的再生治癒因子植入在自己的體內，就算接受了酷刑也能夠迅速再生，身體四分五裂了也能恢復原狀，也因此造成腦細胞過度增長，因而變得瘋瘋癲癲的。再生能力與癌細胞互相排斥，導致身體滿是疤痕，自己深感羞愧不想連累女友的幸福人生，所以離開了她，後來在秘密戰爭中遇上一團剛來到地球的黑色共生體並被其附身，這共生體便是後來附身於蜘蛛人身上的猛毒。
後來他自己找了一間公寓，並宣傳自己可以接受任何人的委託殺人，亦因為這樣讓制裁者跟他結為死敵，甚至連蜘蛛人也十分看不慣他的作風。
其實死侍本來非常善良，在離開「X武器」之後已經不會再殺好人，通常受雇只殺黑幫、恐怖組織和漫威宇宙中一些著名的反派。但死侍十分好色，原本在接受實驗之前他是想下半生和原女友廝守終生，後來女友離開他，他就時常在各處拈風惹草。
死侍在平時習慣與自己的其他人格聊天，並有個黃色的對話框代表他的另外一個人格，平時惹得同伴對他很不滿。是漫威作品中少數知道自己身處在漫畫世界的人物，在很多時候會故意打破第四面牆與讀者進行對話。他喜歡吃墨西哥餅。
認為自己有了再生能力，所以也算是變種人，但因為算後天植入，故不被X戰警接受，因此經常藉故搗亂，把X戰警的成員們搞得很頭痛。
在私人愛情方面，他與許多女性都有過親吻、親熱的場面。並曾經與死亡女神有過感情，因此受到同樣愛上死亡女神的薩諾斯的詛咒，成為了不死之身，所以無法跟她在一起。死侍在《鐵手挑戰》中接受了德古拉的委託帶回他的未婚妻魅魔女王夏坷拉(Shiklah)（政治婚姻，當時德古拉以為夏坷拉是其嫡女），結果夏坷拉卻意外地跟死侍相戀，兩人進而結婚。
在許多故事中可以得知死侍是一名語言專家，例如在金鋼狼的故事中曾翻譯過瓦干達的方言，在《死侍兵法》中表明他能看懂古代中文，甚至是戰國時期的文字。
從《死侍》#250中得知，死侍死於主宇宙和終極宇宙之間的碰撞。但在秘密戰爭的八個月後，死侍與美國隊長合作，從一名生病的盗賊的手中偷走可能挽救其生命的化学物質。
後來死侍在《非凡復仇者》中被招進復仇者聯盟，又利用復仇者聯盟帶來的名氣給自己組建了一支賞金佣兵團（又名搶錢特攻隊），但後來又因經營不善以及死侍欠缺領導能力而散伙，後來被多米諾接手。

## 能力

### 再生自癒因子
由於接受了「X武器」實驗，因此死侍擁有十分強大的再生自癒能力和超人的身體素質，其再生能力甚至比金鋼狼還要更強大，雖然在再生的速度上遠遠不及金鋼狼，但他的身體即使四分五裂也能恢復原狀，使他成為不死不滅的存在，但其再生能力與體內的癌細胞互相排斥，導致身上到處都是疤痕，死侍稱之為「萊恩·雷諾斯和沙皮狗的交叉」。

### 打破第四面牆
死侍擁有打破第四面牆的能力，使他能直接與讀者或觀眾對話，這項能力在真人版電影中也有體現，是漫威作品中極少數知道自己身處在一個漫畫世界中的人物。死侍亦是漫威漫畫中最著名的一位嘴炮，話嘮的實力比蜘蛛人還要強，因而有「嘴炮傭兵」和「漫威話嘮第一人」之稱，背後的原因其實是其變種能力造成腦細胞過度增長，因而令他的性格變得瘋瘋癲癲的。

### 精通各國語言
在許多故事中可以得知死侍是一名語言專家，例如在金鋼狼的故事中曾經翻譯過瓦干達的方言，在《死侍兵法》中表明他能看得懂古代中文，甚至是戰國時期的文字。

### 格鬥方面的專家
死侍亦是一名槍術、劍術和格鬥術專家，其主要武器為手槍和兩把武士刀，在真人版電影中曾經藉由旋轉兩把武士刀來抵擋機堡射出的子彈，甚至僅利用十二發子彈便輕鬆殺死「X武器」計劃的一大群成員。

## 親友
- 鮑勃

神秘犯罪組織九頭蛇的成員，亦是死侍的跟班。
- 鼴鼠

死侍的好友兼技術支援。曾出賣死侍，後來死侍在《死侍與蜘蛛俠》中向他報復，已故。
- 普利·史東

死侍在神盾局工作的朋友，有兩個孩子。最初因為被殭屍總統襲擊而跟死侍合作，後來去世，靈魂被一名只有半吊子魔法的巫師塞進死侍的腦袋，因此比較理解死侍。最後傳送到一個機械人身體中。
- 史考特

普利生前在神盾局的拍檔，一開始並不相信普利在死侍的腦中，直到死侍說出史考特只有一邊睪丸，因為這件事只有普利知道才相信。
- 埃麗

被死侍遺忘的女兒，變種人。在2099年跟自己的妹妹爭奪死侍的稱號，變種能力是死後重生。

## 和其他角色的關係
- 「金鋼狼」羅根（Logan/Wolverine）

對死侍感到最頭痛的X戰警成員之一，儘管兩人以前都是“X武器”計劃的實驗對象，但金鋼狼始終對他俏皮的性格非常反感。死侍在漫畫《死侍屠殺漫威宇宙》中兩度給金鋼狼帶來重大傷害，在最後更將他斬首，但在漫畫後期，死侍在金鋼狼的邀請下加入了X特攻隊。
- X武器（Weapon X）

替死侍和金鋼狼進行再生治癒因子的實驗因而造就了他們的不死之身的神秘組織，兩人早期也替他們做事，通常都是抓走特殊實驗者進行X武器的實驗。
- 「多米諾」妮娜·舒曼（Neena Thurman/Domino）

死侍的心儀對象之一，X戰警的成員。原本是替萬磁王領導的變種人兄弟會做事，後來在金鋼狼和獨眼龍的說服下加入X戰警。她跟靈蝶都對於死侍俏皮胡鬧的行為多少也有些反感。在加入死侍領導的賞金傭兵團後因為死侍領導得太糟糕而在散夥時重新組建一支新的賞金傭兵團。
- 「靈蝶」伊莉莎白‧貝琪（Elizabeth Betsy Braddock/Psylocke）

死侍喜歡挑逗的X戰警女成員之一，早期是一名到處遊走且擁有心靈感應能力的變種人，同時亦是一名殺人不眨眼的忍者。除了心靈感應外，和秘客一樣擁有使用靈體武器的能力。她跟多米諾對於死侍俏皮胡鬧的行為多少也有些反感。
- 「黑寡婦」娜塔莎‧羅曼諾娃（Natasha Romanoff/Black Widow）

在《死侍VS雷霆特攻隊》中，黑寡婦為了接近創立黑暗復仇者的犯罪首腦諾曼·奧斯朋而偽裝成名叫「葉蓮娜·畢洛娃」並在奧斯朋企業中擔任雷霆特攻隊的隊長，自稱代號黑寡婦二代。死侍因為在史克魯爾人秘密入侵期間殺死了其女王並將他們的實驗成果傳送至神盾局時被奧斯朋截獲而害死侍得不到應有的酬勞，死侍為了報仇而來到了奧斯朋企業，卻遭到奧斯朋派出的雷霆特攻隊纏鬥而開打，而死侍在戰鬥期間愛上了黑寡婦，而兩人還正面親吻了。最後，死侍被特攻隊的成員斬下頭部，奧斯朋得以殘喘，但黑寡婦於心不忍，把死侍的頭給縫回，事後死侍認為她愛上了自己而喜出望外。
- 小淘氣（Rogue）

X戰警女成員之一，有時候也會替X特攻隊辦事。和其他X戰警成員不同，她有時候對於死侍的個性比較無感甚至覺得很有趣。在電玩版本的《死侍》中因為死侍救了她一命而曾經和他有過超友誼的激戀。
漫畫《全新全異復仇者》中受到紅骷髏的控制將死侍打個半死又在死侍幫助下脫離控制。
- 神力人（Wonder Man）

身體為能量體，一直被小淘氣吸收進體內。在死侍和小淘氣接吻時被意外釋放，對於自己一出來發現正在和死侍接吻以及死侍在自己「法定死亡」期間敗光自己全部財產非常氣忿。
- 法外者（英语：Outlaw (comics)）（Inez Temple/Outlaw）

死侍的好友兼炮友之一，一名變種人殺手特務。時常和任務大師及死侍有過往來，非常不喜歡死侍直呼她的本名。雖然有男友，但和死侍在一起時，卻像兄妹一樣有超乎感情的刎頸之交。
- 「制裁者」法蘭克·卡索（Frank Castle/Punisher）

死侍的最大死敵，一名對犯罪者毫不留情的殺手。平時對死侍的所有行為都感到非常不滿，在漫畫裡時常有過衝突。
- 「機堡」奈特·桑瑪斯（Nate Summers/Cable）

獨眼龍和琴·葛雷的兒子，從未來回到過去幫助X戰警解決天啟、棱堡等造成未來啟示錄的敵人。和死侍多次合作對抗凶兆先生。兩人開始建立出互相尊重的合作關係，直到英雄內戰爆發，死侍選擇成為支持英雄註冊的一方，兩人從此分道揚鑣。
機堡的複製人曾經利用死侍的女兒威脅死侍殺死機堡，本來機堡願意幫忙，但因死侍最後不願意用女兒冒險而被打跑，走前不斷詛咒死侍。
在他身上塗防曬油是死侍最想做的事。和死侍有雙人刊物《機堡與死侍（Cable and Deadpool）》。
- X-23 (X-23)

金剛狼的複製人和養女，被創造成完美的殺人機器。多年來，她一直證明自己是一個有能力的刺客，為一個名為Facility的組織工作。一系列的悲劇最終將她引向了金剛狼和X戰警。她在X學院上學，最終成為X特攻隊的一員。後來發現她不是克隆人，而是金剛狼的親生女兒。勞拉和她的父親一樣具有再生癒合因子，並增強了感官、速度和反應能力。她的手和腳上還有可伸縮的覆有精金的骨爪。2015年，X-23在《全新金剛狼》系列中接替父親採用了金剛狼的名字和服裝。
- 「蜘蛛人」彼得·帕克（Spider-man）

跟死侍合作過數次，儘管幾次合作都不算是十分愉快，兩人間仍存在著有趣的友誼。和死侍有雙人刊物《蜘蛛人與死侍（Spider-Man and Deadpool）》。
- （Taskmaster）

兩人都是在漫威宇宙中很有名的僱傭兵，交情意外地的很不錯。
- 尼克·福瑞（Nick Fury）

曾經在史克魯爾人秘密入侵期間委託死侍殺死其女王，並將他們的實驗成果傳送至神盾局。但中途卻被諾曼·奧斯朋截獲而害死侍得不到應有的酬勞。
- 模仿貓（英语：Copycat (Marvel Comics)） (Copycat)

死侍的前女友，後來成為了僱傭兵，擁有複製能力。曾經冒充多米諾。不時會變成其他女性來給死侍驚喜，在《死侍婚禮》中死侍表示模仿貓已經死了，但其實仍然生還並瞞住死侍不時待在他身邊。
- 雷霆·羅斯 (Thunderbolt Ross)

在《雷霆特攻隊》中，羅斯為了自我救贖而找上一群同樣尋求救贖原反派和英雄組建雷霆特攻隊，當中包括死侍。
- 殺手猴 (Hit-Monkey)

一隻精通殺手技巧的猴子，不止一次襲擊過死侍，但因為不會說話所以不知道原因。
- 鷹眼 (Hawkeye)

作為一名“正常”的平民，在團隊進行的早期救援嘗試中被強行介紹給了少年復仇者，凱特在高壓情況下表現出了技巧和冷靜的頭腦。獨立、堅強、直率，同時也是一名出色的弓箭手。她與年輕團隊的相遇導致她獨自調查他們，跟隨他們前往復仇者總部，並穿上知更鳥和鷹眼的裝備，以及可能是劍客的劍和黑寡婦的腰帶。當凱特第一次戴著知更鳥的面具出現時，愛國者開玩笑地稱她為“鷹嘴鳥”。她在釋放他們後邀請自己加入團隊，並幫助他們與征服者康戰鬥。隨後，她被確認為團隊成員。在團隊第一次冒險阻止征服者康後，美國隊長和鋼鐵俠命令團隊分手，並在未經父母同意的情況下拒絕訓練團隊。然而，凱特·畢曉普仍然想成為一名年輕的復仇者。相信美國隊長和鋼鐵俠能做的最糟糕的事情就是通知他們的父母，凱特把團隊帶到了一個廢棄的倉庫，該倉庫以前由她父親的公司畢夏普出版社（Bishop Publishing）擁有，後來成為了團隊的巢穴。她還為他們製作了新制服，因為隊長告訴他們“永遠不要再穿那些制服”。  凱特與她的朋友和隊友斯圖爾關係密切，並與隊友愛國者有一定程度的化學反應，儘管他們的關係經常會發生爭吵和獨斷專行；當Stature觀察到“無論發生什麼”Wiccan和Hulkling“擁有彼此”而Kate擁有Patriot時，Kate立即表示反對，稱“我們所做的就是戰鬥”。該團隊的最新成員Speed立即將Patriot稱為“你的男朋友”，這引發了Kate的另一次否認。第一次見到Speed的時候，她已經不是往常沉穩的自己了（因為沒有代號，自我介紹在“我是……”之後就停頓了）。儘管如此，她仍然是團隊的推動者，推動每個人團結在一起，當愛國者不在時，她作為團隊的非官方副組長運作，甚至偶爾給他下達命令。  愛國者受傷後，美國隊長告訴少年復仇者，他希望他們開始正常的生活。凱特告訴他，如果他訓練了他們，愛國者可能不會受傷，他最好通過接受年輕復仇者來幫助他們。傑西卡瓊斯帶著美國隊長寫給鷹眼的便條返回給凱特最初的鷹眼弓箭。傑西卡告訴凱特，唯一能像凱特那樣對抗美國隊長的人是鷹眼，而美國隊長希望她取克林特的代號。凱特做到了，成為第三個“鷹眼”。
- 牌皇 (Gambit)

和死侍有雙人刊物《死侍與牌皇（Deadpool VS Gambit）》。
- 獨奏（英语：Solo (Marvel Comics)）

傳送能力者，不合格的神盾局特工，曾加入過死侍的賞金佣兵團但因為死侍領導太糟糕而散伙。
- 傻蛋殺手（英语：Foolkiller）

自稱「專門殺愚者」的傭兵，曾加入過死侍的賞金佣兵團但因為死侍領導太糟糕而散伙。現在於神盾局任職心理醫生。
- 刺鰩（英语：Stingray (comics)）

身穿空海兩用戰鬥服，曾任後備復仇者，曾加入過死侍的賞金佣兵團但因為死侍領導太糟糕而散伙。
- 恐怖（英语：Terror Inc.）

具變形能力的永生者，因身體不斷腐爛而需不斷殖入新鮮器官。曾加入過死侍的賞金佣兵團但因為死侍領導太糟糕而散伙。
- 鬧劇（英语：Slapstick (comics)）

全名史蒂夫．温格．麥格．哈蒙，被困卡通人物體內，成了活生生卡通人物，最恨人提他沒法生育或其他暗示。曾與蜘蛛俠的複製人猩紅蜘蛛一起在新勇士。曾加入過死侍的賞金佣兵團但因為死侍領導太糟糕而散伙。
- 邪惡死侍（evil deadpool）

利用死侍多年被轟碎的殘肢拼組而成，全身補釘和兩隻手都是右手是最大特徵，性格極殘暴，有和死侍不相上下的再生能力。
- 狂妄（英语：Madcap (comics)）

一個戴帽子的瘋子，具心靈操控和不死身。一次任務中和死侍一同被炸成灰燼又一同再結果混到一起，一直充當死侍腦中的白色對話格，期間近乎全知。直到後來分開了，曾表示對於作為死侍腦中的意識感到樂在其中。
- 死侍2099 (Deadpool 2099)

沃達·威爾森(Warda Wilson)活在2099年的死侍，對應「蜘蛛人 2099」，死侍和夏坷拉的女兒。為尋回母親而把死侍禁錮逼問其下落。

## 其他平行宇宙中的死侍
在漫威各平行宇宙存在着很多不同的死侍，这里只列出一些主要的：
- 女死侍（Ladypool，Earth-3010）

本名旺达·威尔森（Wanda Wilson），女性版死侍。
- 死人头（Headpool，Earth-2149）

在2149號宇宙中未能幸免感染僵尸病毒的死侍，在穿越到主宇宙的过程中失去身体，只剩下僵尸的頭。
- 死侍小子（The Deadpool Kid,Earth-10330）

在「X戰警學園」中被孤立的孩子，最後跟616號宇宙的死侍離開了。
- 死侍狗（Dogpool，Earth-20110）

化妝品製造商的實驗動物，意外獲得自癒能力。
- 终极死侍（Earth-1610）

终极宇宙的死侍，本名韦迪·威尔森（Wadey Wilson），脸部毁容的程度比主宇宙的死侍更高，必须佩带塑料面具以保护没有皮肤的脸。

## 與蜘蛛人的服裝趣談
在很多漫畫作品中，蜘蛛人的服裝經常被死侍譏笑說是抄襲自己的。雖然蜘蛛人的歷史比他早了四十多年，但基於兩人的年齡有很大的差距，加上兩人的服裝都是紅色，而且韋德·威爾森在彼得·帕克成為蜘蛛人之前便已經接受了“X武器”的實驗並獲得變種能力，所以才會說蜘蛛人抄襲自己的服裝。
在死侍二的主題曲〈浴火重生〉MV中席琳·狄翁演唱時死侍中途出現伴舞,唱完後死侍稱讚席琳唱得很好,但因唱太好為由要求她重唱只要前面唱的一半水準的版本,遭席琳反嗆「我唱得永遠是最好的,給我閉嘴!蜘蛛人!」,暗喻部分非漫威客群的大眾常把死侍與蜘蛛人的服裝搞混。

## 其他媒體

### 電視節目
- 《X戰警動畫版》（1994）

首次登場是由千面人裝扮成他的模樣，次登場他出現對金鋼狼用槍射擊，兩次出場時間也只有10秒不到。
- 《金鋼狼與X戰警》（2009）

原本死侍將在第二季登場，卻因漫威跟SONY談不攏而導致第二季沒製作出來，死侍也沒登場，但在前傳《浩克大戰金鋼狼》以反派登場。
- 《終極蜘蛛俠》（2012）

於第2季第16集登場，死侍偷走神盾局資料，在蹲廁所時資料卻被模仿大師偷走，死侍回到神盾局拿模仿大師所在地的資料時遇見蜘蛛人，騙蜘蛛人是一個叫麥高芬的虛構人物偷走並賣給模仿大師，蜘蛛人跟死侍奪回資料時，蜘蛛人發現了死侍是一名僱傭兵和資料其實是被死侍偷走而跟死侍開打。
- 《天雷爭霸：復仇者聯盟》（2014）

死侍於第27和30集登場，配音為子安武人。於27集中獲得了鐵拳俠的光盤。在30集中愛上了黑寡婦。

### 電影
- 《浩克大戰金鋼狼》（2009年）

由諾蘭·諾斯配音，死侍在本片以反派登場，以前和武器X聯合抓住金鋼狼進行亞德曼金屬的實驗。後來和武器X追捕浩克時也同時捕獲金鋼狼，和金鋼狼互相敵對。
- X戰警電影系列：由萊恩·雷諾斯飾演死侍[23][24][25][26][27][28][29][30][31][32][33][34][35][36][37][38][39][40]。

電影《惡棍英雄：死侍》中的死侍，由萊恩·雷諾斯飾演

- - 《X戰警：金鋼狼》（2009年）：由史考特·艾金斯擔任替身
  - 《惡棍英雄：死侍》（2016年）
  - 《死侍：好心沒好報》（2017年）：短片
  - 《死侍2》（2018年）
- 漫威電影宇宙：由萊恩·雷諾斯回歸飾演死侍。
  - 《死侍與金鋼狼》（2024年）

### 電子遊戲
- 《MARVEL V.S CAPCOM 3》:2011年上市，由CAPCOM和MARVEL共同製作發行。
- 《死侍》:遊戲類型：動作冒險遊戲，平台:PC遊戲，製作：High Moon Studios，發行：Activision，上市時間：2013年6月25日。
- 《樂高漫威超级英雄》：死侍為登場角色之一。
- 《漫威英雄 Online》：玩家創角時可選擇死侍為遊戲角色，或另付費購買。
- 《漫威：未來之戰》：手機遊戲，死侍是玩家可使用角色之一。
- 《漫威超級戰爭》
- 《漫威午夜之子》

## 外部連結
- Deadpool （页面存档备份，存于） at Marvel.com
- 漫画书数据库：Deadpool
- 互联网电影数据库上Deadpool的资料